# Olympiques rustiques
Pour plus de détails, voir Fiche technique et Distribution.
Olympiques rustiques (Barnyard Olympics) est un dessin animé de Mickey Mouse produit par Walt Disney pour Columbia Pictures et sorti le 15 avril 1932.

## Synopsis
Mickey et ses amis ont organisé des olympiades au sein de la ferme de Mickey, transformée pour l'occasion en un stade. La principale manifestation est un « quadrathlon » donc composé de quatre épreuves, à savoir la course, le grimper de poteau, l'aviron et le vélo. L'épreuve commence mais Mickey fait un mauvais départ, en raison d'un mauvais coup de Pat Hibulaire, et ce premier est suivi de plein d'autres.

## Fiche technique
- Titre original : Barnyard Olympics
- Titre français : Olympiques rustiques
- Série : Mickey Mouse
- Réalisateur : Wilfred Jackson
- Animateur : David Hand
- Voix : Walt Disney (Mickey), Marcellite Garner (Minnie), Pinto Colvig (la foule)
- Producteur : Walt Disney, John Sutherland
- Distributeur : Columbia Pictures
- Date de sortie[1] : 15 avril 1932
- Format d'image : Noir et Blanc
- Son : Mono
- Durée : 7 min
- Langue : (en)
- Pays :  États-Unis

Source : IMDb

## Commentaires
Ce film est un nouvel épisode des histoires de Mickey et ses amis dans la ferme de Mickey après entre autres : Bal de campagne (The Barn Dance, 1929), Champ de bataille (The Barnyard Battle, 1929), Concert rustique (The Barnyard Concert, 1930), Diffusion Maison (The Barnyard Broadcast, 1931). Cette fois, ce sont des épreuves sportives. Le sujet du film est dû à l'organisation des Jeux olympiques d'été de 1932 à Los Angeles, prévu pour s'ouvrir quelques mois après la sortie du film. Outre Mickey et Pat Hibulaire, on aperçoit les personnages de Minnie, Clarabelle, Horace et Pluto.
En commençant par Steamboat Willie, puis avec Champ de bataille en 1929 jusqu'à Le Fermier musicien et Olympiques rustiques en 1932, une grande proportion des premiers courts métrages de Disney comporte un lien fort avec le monde rural et tire leur humour d'une juxtaposition comique de stéréotypes urbains et ruraux.

## Voir Aussi